# Alpatauca

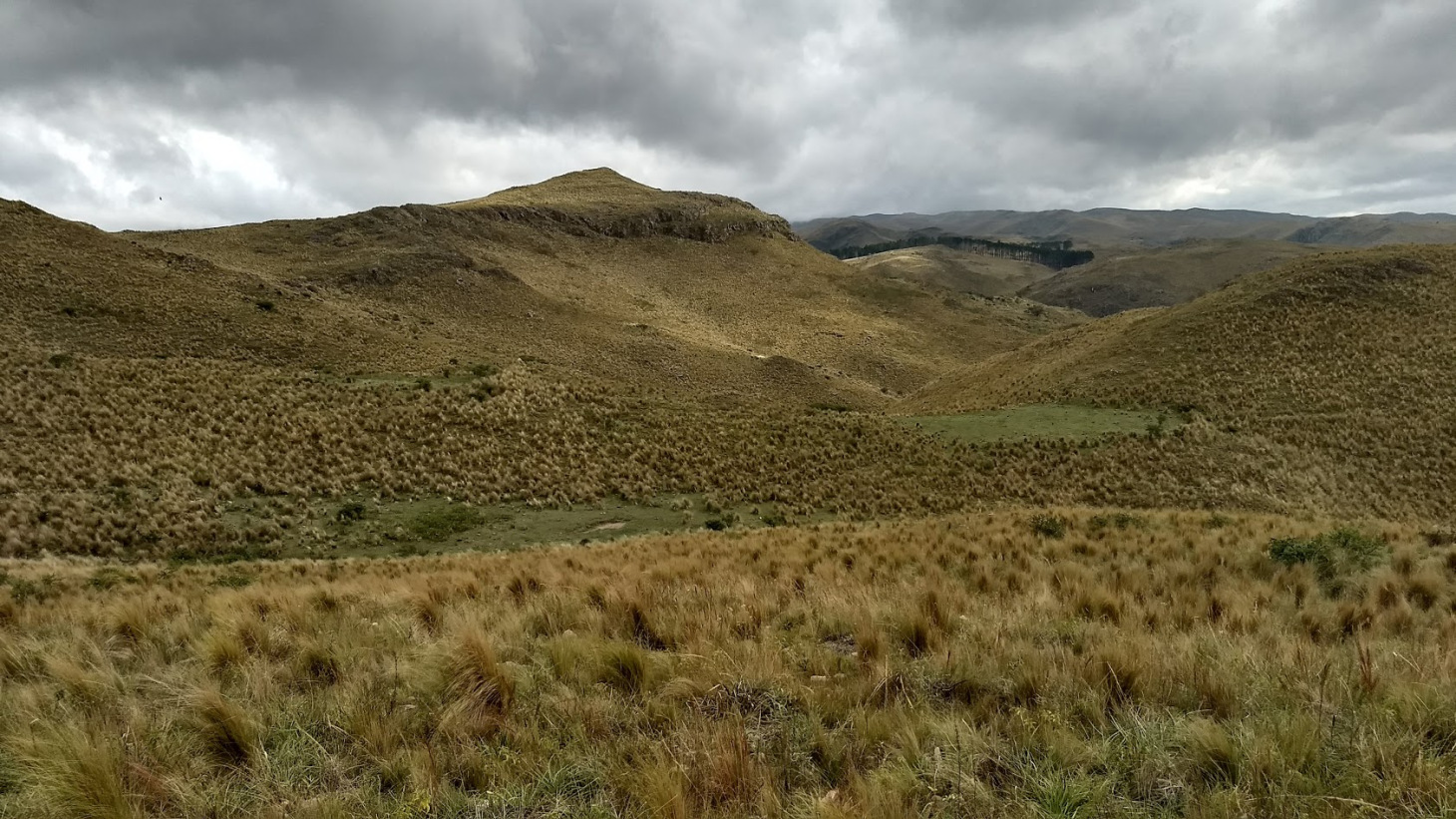
El cerro Alpatauca en las serranías cordobesas

Alpatauca es un cerro de unos 1203 m s. n. m. ubicado en el centro de Argentina, en la provincia de Córdoba y en las cercanías de la localidad de Agua de Oro y en las proximidades de Candonga, a unos 40 km de la capital provincial. Forma parte del cordón montañoso de las Sierras Chicas y destaca como el punto más alto de la región.

## Toponimia
Su nombre deriva del quechua: hallpa (tierra) y tauca (montón), “montón de tierra”. La estancia cercana a él se conoce con el mismo nombre, así como el arroyo que corre por su ladera norte. La cascada de Ayala, ubicada sobre el arroyo La Viga o San Cristóbal, también suele ser denominada "Cascada de Alpatauca" por su cercanía con el cerro.

## Acceso
No existen caminos que permitan llegar a las cercanías del cerro con vehículos, por lo que se debe hacer el camino a pie. Se puede llegar al cerro Alpatauca remontando el cauce del arroyo La Viga, partiendo desde la capilla de Candonga hacia el noroeste. Se debe abandonar el río en el paraje conocido como "El Pinar", donde se inicia el ascenso al cerro. Otra vía de acceso es por el Salto de La Estancita, desde el Sur. El cerro se encuentra en campos privados, por lo que siempre se debe pedir autorización para ingresar.